# Instador del poble i del bé comú
L'instador del poble i del bé comú o, senzillament, l'instador, va ser el nom que es donava durant la revolta agermanada a Mallorca als caps de la Germania, tant a nivell general com local.

## Origen dels instadors
El 1473 en els capítols atorgats als forans per Joan II s'anomena un càrrec elet pel Consell de la part forana «per fer instància en la revisió dels dits comptes universals e fer en aquells les oportunes impugnations que li aparra per lo interès de la dita Part Forana». Sembla, per aquests indicis, que la política de redreç de Ferran el Catòlic va anar dirigida en part a defensar els interessos dels menestrals i pagesos front a la totpoderosa oligarquia ciutadana. Aquesta va ser la política de Vicenç Escrivà de Romaní, Joan Eimeric i Miguel de Gurrea. És per això que tenia sentit una figura representativa que defensàs els interessos populars. La potenciació dels instadors va anar lligada a la sentència arbitral de 1512, en la qual s'ordenava la confecció del primer cadastre de l'illa, condició necessària per a poder valorar els béns sobre els quals s'havia de tributar.
L'instador podia oir les reclamacions que es feien sobre la valoració dels béns efectuades pels taxadors i la posterior distribució de les talles. Aquesta funció de l'instador va provocar la ira contra ells de l'aristocràcia terratinent que sovint va boicotejar la seva actuació o, a vegades, en va voler controlar l'elecció.

## Els instadors després de l'esclat del moviment revolucionari
Les persones que exerciren el càrrec d'instador foren especialment odiades per les oligarquies foranes. Es té constància de l'assassinat de qualque instador (com és el cas de l'instador d'Artà, Pere Veny, assassinat a Sant Joan de Sineu per Jaume Sanxo Comte, que es reclogué a Alcúdia. Es tenen referències d'instadors a moltes viles, on s'identifiquen com càrrecs elets i, a vegades, com la categoria principal del govern municipal. Tot fa pensar que durant la Germania l'instador ja no és un ofici de l'administració fiscal, sinó que forma part del govern revolucionari. Aquesta funció directiva i executiva es va veure reforçada a partir del govern de Joanot Colom.

## Els instadors en ladiarquiai en el govern de Joanot Colom
En la reunió del consell de dia 23 de setembre de 1521 es decidí posar en execució la sentència arbitral de 1512 i varen ser nomenats dos instadors: Pau Casesnoves i el tintorer de Ciutat Jordi Moranta. Sembla que a partir d'aquest cop de timó de la facció més radical del moviment agermanat, en el qual els pagesos forans, agafaren la iniciativa, la direcció del moviment va ser exercida per una diarquia integrada per dos instadors: Joanot Colom i Pau Casesnoves, en la qual Colom seria el representant de la ciutat i Casesnoves el de la Part Forana.
Alguns instadors tenien lloctinents. Tot indica que Joanot Colom, que de cada cop va exercir el poder de manera més unipersonal, va acabar nomenant molts dels instadors, quan no eren nomenats pels mateixos agermanats de la localitat. En certs casos els primers instadors, en veure el tomb de la Germania cap a un enfrontament directe amb la monarquia, dimitiren i fins i tot s'emmascararen.